# 瓦西里基夫卡

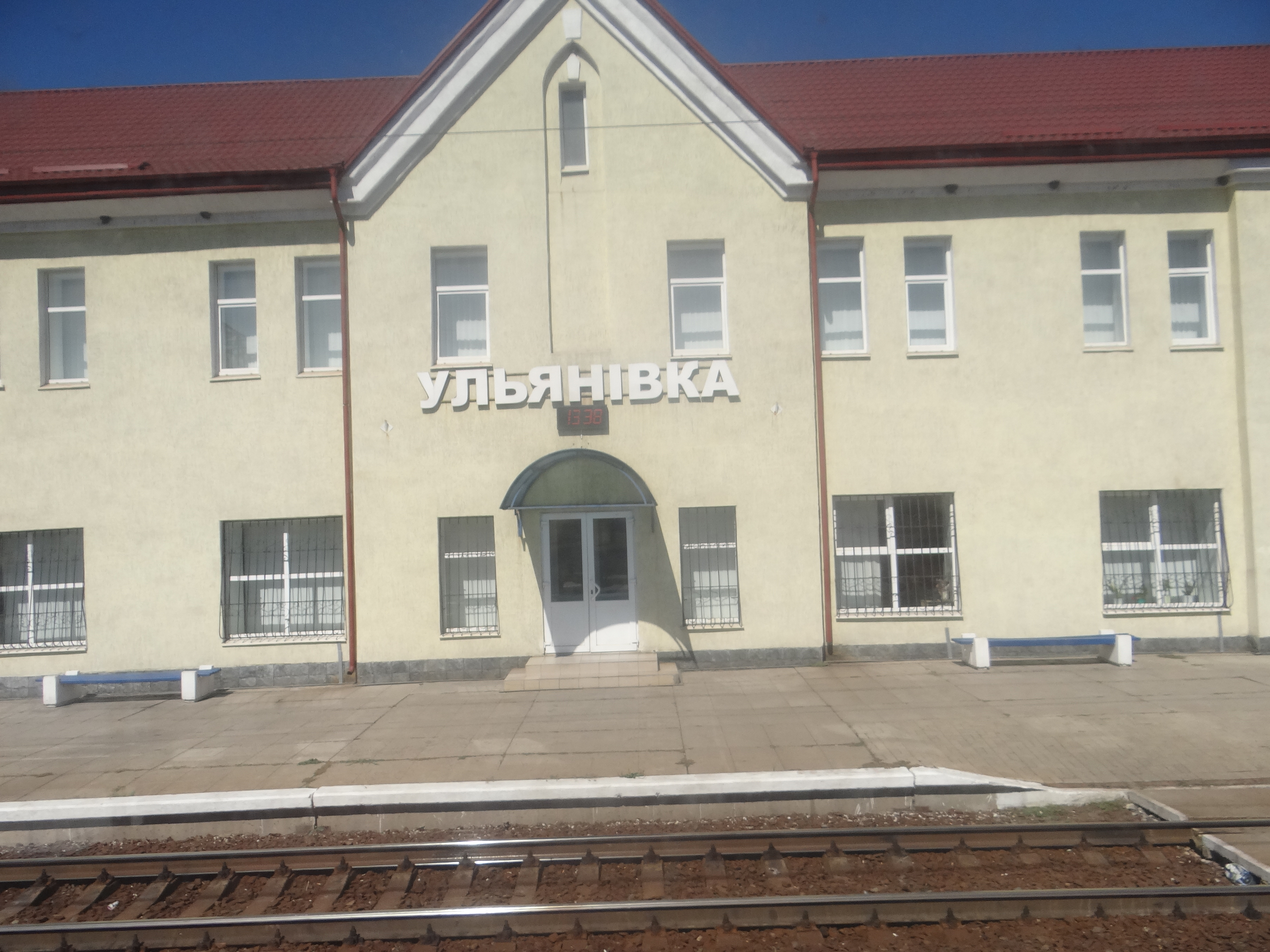
烏里揚尼夫卡站，該鎮內最大烏克蘭鐵路車站

瓦西里基夫卡，又按俄语名译为瓦西里科夫卡，是位於烏克蘭中部第聶伯羅彼得羅夫斯克州錫內利尼科韋區瓦西里基夫卡市镇的鎮，並曾為瓦西里基夫卡區被撤消前的行政中心。該鎮始建於1775年，面積15.7平方公里，海拔高度78米，2011年人口11,885，人口密度每平方公里757人。